# شارع ألينبي

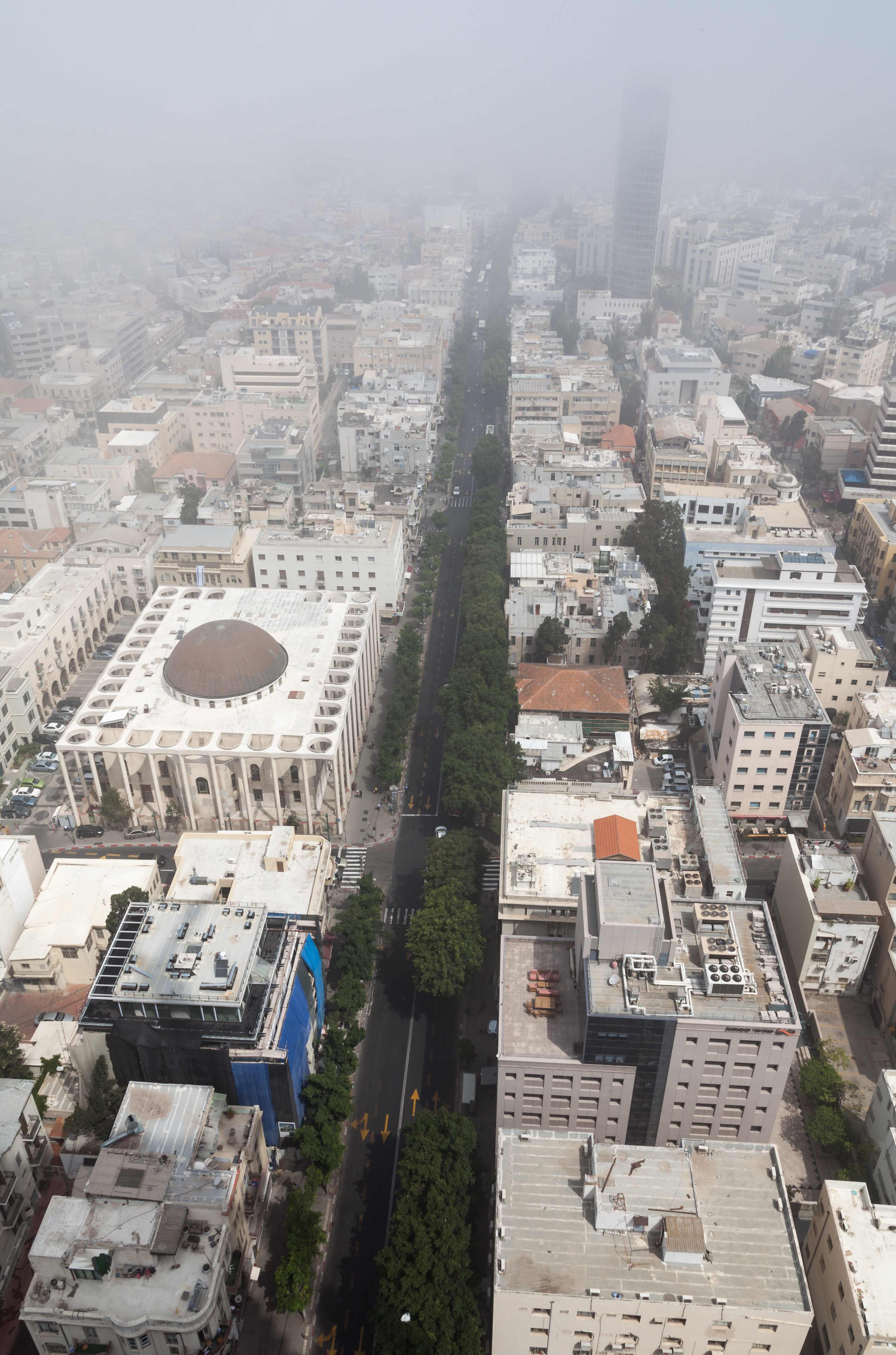
صورة جوية

شارع ألينبي Allenby Street أحد شوارع تل أبيب الرئيسية، سمي تكريما للورد الإنجليزي إدموند ألينبي. 
يمتد الشارع من البحر المتوسط في الشمال الغربي، وينتهي عند شارع هاآليا في الجنوب الشرقي للمدينة. يمتلأ بالمحلات التجارية الصغيرة ومحلات بيع الملابس أثناء النهار. وفي الليل يصبح مركزا للحياة الليلة حيث الحانات والمقاهي والمطاعم.